# Konrad Bleuler-Hüni
Konrad Bleuler-Hüni (* 20. Februar 1847 in Riesbach; † 7. September 1921 in Zürich; reformiert, heimatberechtigt in Riesbach) war ein Schweizer Politiker (FDP).

## Biografie
Konrad Bleuler-Hüni wurde am 20. Februar 1847 als Sohn des Landwirts und Gemeindepräsidenten Hans Konrad Bleuler in Riesbach geboren. Bleuler-Hüni absolvierte ein Bauingenieursstudium am Polytechnikum Zürich. 1873 vermählte er sich mit Elise Hüni aus Riesbach.
Seine politische Karriere begann der freisinnig-liberale Politiker im Gemeinderat von Riesbach und als Präsident der Kirchenpflege Neumünster. Auf kantonaler Ebene wirkte er von 1884 bis 1893 und 1911 bis 1916 im Zürcher Kantonsrat. Parallel dazu stand er von 1893 bis 1911 im Regierungsrat unter anderem der  Sanitäts- und Baudirektion vor.
In seine Amtstätigkeit fielen die Errichtung der Strafanstalt Regensdorf sowie die Gründung des Kantonalen Elektrizitätswerks (EWZ). Zudem fungierte Bleuler-Hüni als Initiator des Etzelwerks und als Mitbegründer der Nordostschweizerischen Kraftwerke AG (NOK). In der Schweizer Armee diente Bleuler-Hüni in der Funktion eines Obersts der Artillerie. Konrad Bleuler-Hüni verstarb am 7. September 1921 in Zürich.

## Ehrung
Die Universität Zürich verlieh ihm 1915 in Anerkennung seiner gesetzgeberischen Leistungen im Bereich des Wasserrechts und der Energieversorgung das Ehrendoktorat.

## Weblink
- Martin Illi: Bleuler, Konrad. In: Historisches Lexikon der Schweiz.

| Personendaten    | Personendaten             |
| ---------------- | ------------------------- |
| NAME             | Bleuler-Hüni, Konrad      |
| KURZBESCHREIBUNG | Schweizer Politiker (FDP) |
| GEBURTSDATUM     | 20. Februar 1847          |
| GEBURTSORT       | Riesbach                  |
| STERBEDATUM      | 7. September 1921         |
| STERBEORT        | Zürich                    |